# Isidoro de la Cueva y Benavides
Pour les articles homonymes, voir Cueva et Benavides.
Don Isidore-Juan-Joseph-Domingo de la Cueva y Benavides, marquis de Bedmar (Madrid, 23 mai 1652 - Madrid, 2 juin 1723) était un général et homme politique espagnol. Il est gouverneur des Pays-Bas espagnols de 1701 à 1704 à la place de Maximilien-Emmanuel de Bavière, vice-roi de Sicile de 1705 à 1707 et ministre de la Guerre espagnol en 1712.

## Biographie

### Origines et famille
Fils cadet de Gaspar de la Cueva de Los Angeles, deuxième marquis de Bedmar et de Emmanuelle Enriquez Osorio, il devint le quatrième marquis de Bedmar à la mort de son père (son frère ainé Melchior est décédé avant leur père).

### Carrière militaire

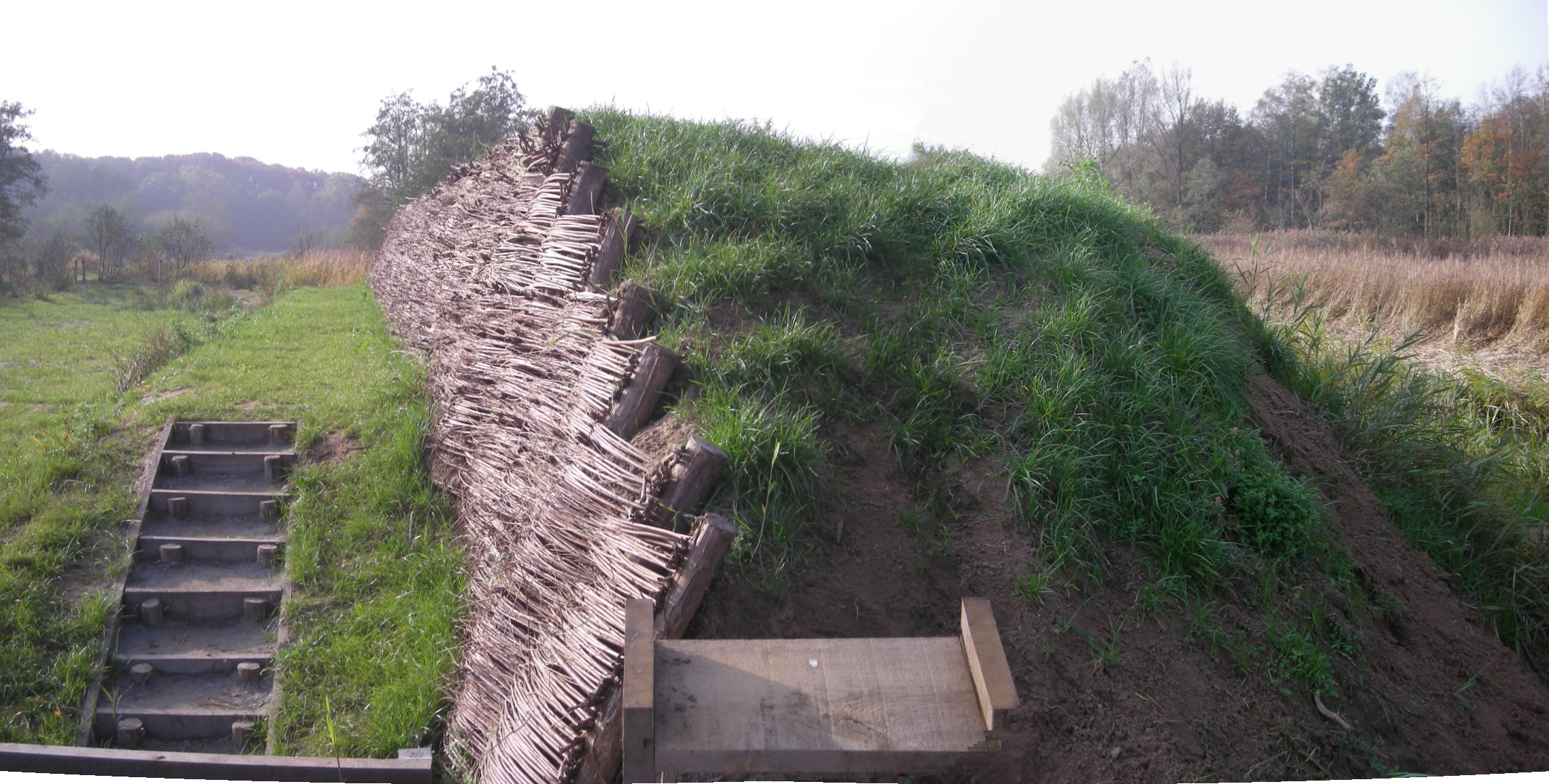
ligne Bedmar.

Il sert jeune, à Milan, aux Pays-Bas où il est capitaine général de l'artillerie, puis en Espagne. Lors de la guerre de la Ligue d'Augsbourg, il participe aux batailles de Fleurus (1690) et de Neerwinden (1693) et devint gouverneur des Pays-Bas méridionaux en 1697. Il en fait renforcer les défenses avec la Ligne Bedmar dont une des parties est le fort de Bedmar à La Clinge.

### Carrière politique
À la mort de Charles II d'Espagne, il prit part à la guerre de Succession d'Espagne pour le duc d'Anjou avec Maximilien-Emmanuel de Bavière et est envoyé à Versailles pour y porter la soumission des Pays-Bas méridionaux au nouveau roi. Il quitte les Pays-Bas méridionaux pour Versailles en 1705 et devient vice-roi de Sicile en 1705 jusqu'en 1707. De retour en Espagne, il est ministre de la guerre du roi Philippe V.

## Titre
- Grand d'Espagne, 1702[1]